# Ennon Ier de Frise orientale
Ennon Ier est un prince de la maison Cirksena né vers 1460 et mort le 19 février 1491 à Friedeburg. Il est comte de Frise orientale de 1466 à sa mort.

## Biographie
Ennon Ier est le fils aîné du comte Ulrich Ier et de son épouse Theda Ukena. Comme il est encore enfant à la mort de son père, en 1466, c'est sa mère qui exerce la régence du comté de Frise orientale. Il prend progressivement en main les rênes du pouvoir à partir des années 1480.
En 1489, Ennon Ier se rend en pèlerinage à Jérusalem, où il est fait chevalier de l'ordre du Saint-Sépulcre. De retour au pays, il apprend que la plus jeune de ses sœurs, Almuth (de), s'est enfuie avec un noble westphalien, Engelmann von Horstell, et qu'ils se sont réfugiés au château de Friedburg pour s'y marier. Croyant que sa sœur a été enlevée, Ennon se précipite à Friedburg et assiège le château avec des mercenaires.
Une rencontre est organisée entre Ennon et Engelmann pour négocier, mais le second refuse de rendre sa sœur au premier. Furieux, le comte le pourchasse jusqu'au château. Engelmann parvient à s'y réfugier en traversant les douves gelées, mais Ennon, qui porte une lourde armure, brise la glace avec son poids et meurt noyé.
Jamais marié, Ennon Ier ne laisse pas d'enfants et c'est son frère cadet Edzard Ier qui lui succède à la tête du comté. Sa mère fait réaliser en sa mémoire un obiit conservé à la grande église d'Emden (actuelle bibliothèque Jean de Lasco).